# NGC 5890
NGC 5890 هي مجرة تتبع كوكبة الميزان. اكتشفها أورموند ستون في 1886.

## روابط خارجية
- NGC 5890 على موقع ويكي سكاي: DSS2, SDSS, GALEX, IRAS, Hydrogen α, X-Ray, Astrophoto, Sky Map, Articles and images